# Världsmästerskapen i friidrott 2022
Världsmästerskapen i friidrott 2022 arrangerades i Eugene, USA, mellan den 15 och 24 juli 2022. Detta var den 18:e upplagan av mästerskapen. De avgjordes på Hayward Field, en klassisk friidrottsarena som använts för bland annat Diamond League. Tävlingarna var tänkta att hållas mellan 6 och 15 augusti 2021, men flyttades fram på grund av förseningen av  OS.

## Kandidater
Valet av arrangörsstad gjordes av IAAF i april 2015 under en konferens i Peking.
Endast Eugene hade sökt när IAAF frångick det sedvanliga röstningförfarandet trots att andra städer hade planerat att söka, bland annat Göteborg.

## Resultat

### Herrar

#### Gång- och löpgrenar
| Gren                            | Guld | Guld               | Silver | Silver        | Brons | Brons         |
| 100 meter Detaljer...           | Fred Kerley · USA                                                                                          | 9,86               | Marvin Bracy · USA                                                                                                 | 9,88          | Trayvon Bromell · USA                                                                                    | 9,88          |
| 200 meter Detaljer...           | Noah Lyles · USA                                                                                           | 19,31 0VB0, 0NR0   | Kenneth Bednarek · USA                                                                                             | 19,77 0SB0    | Erriyon Knighton · USA                                                                                   | 19,80         |
| 400 meter Detaljer...           | Michael Norman · USA                                                                                       | 44,29              | Kirani James · Grenada                                                                                             | 44,48         | Matthew Hudson-Smith · Storbritannien                                                                    | 44,66         |
| 800 meter Detaljer...           | Emmanuel Korir · Kenya                                                                                     | 1.43,71 0SB0       | Djamel Sedjati · Algeriet                                                                                          | 1.44,14       | Marco Arop · Kanada                                                                                      | 1.44,28       |
| 1 500 meter Detaljer...         | Jake Wightman · Storbritannien                                                                             | 3.29,23 0VB0, 0PB0 | Jakob Ingebrigtsen · Norge                                                                                         | 3.29,47 0SB0  | Mohamed Katir · Spanien                                                                                  | 3.29,90 0SB0  |
| 5 000 meter Detaljer...         | Jakob Ingebrigtsen · Norge                                                                                 | 13.09,24           | Jacob Krop · Kenya                                                                                                 | 13.09,98      | Oscar Chelimo · Uganda                                                                                   | 13.10,20 0SB0 |
| 10 000 meter Detaljer...        | Joshua Cheptegei · Uganda                                                                                  | 27.27,43 0SB0      | Stanley Mburu · Kenya                                                                                              | 27.27,90 0SB0 | Jacob Kiplimo · Uganda                                                                                   | 27.27,97 0SB0 |
| Maraton Detaljer...             | Tamirat Tola · Etiopien                                                                                    | 2:05.36 0MR0       | Mosinet Geremew · Etiopien                                                                                         | 2:06.44       | Bashir Abdi · Belgien                                                                                    | 2:06.48       |
| 110 meter häck Detaljer...      | Grant Holloway · USA                                                                                       | 13,03              | Trey Cunningham · USA                                                                                              | 13,08         | Asier Martínez · Spanien                                                                                 | 13,17 0PB0    |
| 400 meter häck Detaljer...      | Alison dos Santos · Brasilien                                                                              | 46,29 0MR0, 0AR0   | Rai Benjamin · USA                                                                                                 | 46,89 0SB0    | Trevor Bassitt · USA                                                                                     | 47,39 0PB0    |
| 3 000 meter hinder Detaljer...  | Soufiane El Bakkali · Marocko                                                                              | 8.25,13            | Lamecha Girma · Etiopien                                                                                           | 8.26,01       | Conseslus Kipruto · Kenya                                                                                | 8.27,92       |
| 20 kilometer gång Detaljer...   | Toshikazu Yamanishi · Japan                                                                                | 1:19.07            | Koki Ikeda · Japan                                                                                                 | 1:19.14       | Perseus Karlström · Sverige                                                                              | 1:19.18       |
| 35 kilometer gång Detaljer...   | Massimo Stano · Italien                                                                                    | 2:23.14 0MR0, 0NR0 | Masatora Kawano · Japan                                                                                            | 2:23.15 0AR0  | Perseus Karlström · Sverige                                                                              | 2:23.44 0PB0  |
| 4×100 meter stafett Detaljer... | Kanada · Aaron Brown · Jerome Blake · Brendon Rodney · Andre De Grasse                                     | 37,48 0VB0, 0NR0   | USA · Christian Coleman · Noah Lyles · Elijah Hall · Marvin Bracy                                                  | 37,55 0SB0    | Storbritannien · Jona Efoloko · Zharnel Hughes · Nethaneel Mitchell-Blake · Reece Prescod · Adam Gemili* | 37,83 0SB0    |
| 4×400 meter stafett Detaljer... | USA · Elija Godwin · Michael Norman · Bryce Deadmon · Champion Allison · Vernon Norwood* · Trevor Bassitt* | 2.56,17 0VB0       | Jamaica · Akeem Bloomfield · Nathon Allen · Jevaughn Powell · Christopher Taylor · Karayme Bartley* · Anthony Cox* | 2.58,58       | Belgien · Dylan Borlée · Julien Watrin · Alexander Doom · Kevin Borlée · Jonathan Sacoor*                | 2.58,72       |

* Deltog endast i försöksheatet men mottog ändå medalj.

#### Teknikgrenar
| Gren                      | Guld                       | Guld         | Silver                              | Silver       | Brons                        | Brons        |
| Höjdhopp Detaljer...      | Mutaz Essa Barshim · Qatar | 2,37 m 0VB0  | Woo Sang-hyeok · Sydkorea           | 2,35 m 0=NR0 | Andrij Protsenko · Ukraina   | 2,33 m 0SB0  |
| Stavhopp Detaljer...      | Armand Duplantis · Sverige | 6,21 m 0VR0  | Chris Nilsen · USA                  | 5,94 m       | Ernest Obiena · Filippinerna | 5,94 m 0AR0  |
| Längdhopp Detaljer...     | Wang Jianan · Kina         | 8,36 m 0SB0  | Miltiadis Tentoglou · Grekland      | 8,32 m       | Simon Ehammer · Schweiz      | 8,16 m       |
| Tresteg Detaljer...       | Pedro Pichardo · Portugal  | 17,95 m 0VB0 | Hugues Fabrice Zango · Burkina Faso | 17,55 m 0SB0 | Zhu Yaming · Kina            | 17,31 m 0SB0 |
| Kulstötning Detaljer...   | Ryan Crouser · USA         | 22,94 m 0MR0 | Joe Kovacs · USA                    | 22,89 m 0SB0 | Josh Awotunde · USA          | 22,29 m 0PB0 |
| Diskus Detaljer...        | Kristjan Čeh · Slovenien   | 71,13 m 0MR0 | Mykolas Alekna · Litauen            | 69,27 m      | Andrius Gudžius · Litauen    | 67,55 m      |
| Släggkastning Detaljer... | Paweł Fajdek · Polen       | 81,98 m 0VB0 | Wojciech Nowicki · Polen            | 81,03 m      | Eivind Henriksen · Norge     | 80,87 m 0SB0 |
| Spjutkastning Detaljer... | Anderson Peters · Grenada  | 90,54 m      | Neeraj Chopra · Indien              | 88,13 m      | Jakub Vadlejch · Tjeckien    | 88,09 m      |

#### Mångkamp
| Gren                | Guld                    | Guld       | Silver                 | Silver     | Brons             | Brons      |
| Tiokamp Detaljer... | Kevin Mayer · Frankrike | 8 816 0SB0 | Pierce LePage · Kanada | 8 701 0PB0 | Zach Ziemek · USA | 8 676 0PB0 |

### Damer

#### Gång- och löpgrenar
| Gren                            | Guld | Guld                   | Silver | Silver        | Brons                                                                                            | Brons         |
| 100 meter Detaljer...           | Shelly-Ann Fraser-Pryce · Jamaica                                                                                                  | 10,67 0MR0             | Shericka Jackson · Jamaica | 10,73 0PB0    | Elaine Thompson-Herah · Jamaica                                                                  | 10,81         |
| 200 meter Detaljer...           | Shericka Jackson · Jamaica | 21,45 0MR0, 0NR0, 0VB0 | Shelly-Ann Fraser-Pryce · Jamaica | 21,81 0SB0    | Dina Asher-Smith · Storbritannien                                                                | 22,02         |
| 400 meter Detaljer...           | Shaunae Miller-Uibo · Bahamas | 49,11 0VB0             | Marileidy Paulino · Dominikanska republiken | 49,60         | Sada Williams · Barbados                                                                         | 49,75 0NR0    |
| 800 meter Detaljer...           | Athing Mu · USA | 1.56,30 0VB0           | Keely Hodgkinson · Storbritannien | 1.56,38 0SB0  | Mary Moraa · Kenya                                                                               | 1.56,71 0PB0  |
| 1 500 meter Detaljer...         | Faith Kipyegon · Kenya | 3.52,96                | Gudaf Tsegay · Etiopien | 3.54,52       | Laura Muir · Storbritannien                                                                      | 3.55,28 0SB0  |
| 5 000 meter Detaljer...         | Gudaf Tsegay · Etiopien | 14.46,29               | Beatrice Chebet · Kenya | 14.46,75 0SB0 | Dawit Seyaum · Etiopien                                                                          | 14.47,36      |
| 10 000 meter Detaljer...        | Letesenbet Gidey · Etiopien | 30.09,94 0VB0          | Hellen Obiri · Kenya | 30.10,02 0PB0 | Margaret Kipkemboi · Kenya                                                                       | 30.10,07 0PB0 |
| Maraton Detaljer...             | Gotytom Gebreslase · Etiopien | 2:18.11 0MR0           | Judith Korir · Kenya | 2:18.20 0PB0  | Lonah Chemtai Salpeter · Israel                                                                  | 2:20.18       |
| 100 meter häck Detaljer...      | Tobi Amusan · Nigeria | 12,06 w                | Britany Anderson · Jamaica | 12,23 w       | Jasmine Camacho-Quinn · Puerto Rico                                                              | 12,23 w       |
| 400 meter häck Detaljer...      | Sydney McLaughlin · USA | 50,68 0VR0             | Femke Bol · Nederländerna | 52,27 0=SB0   | Dalilah Muhammad · USA                                                                           | 53,13 0SB0    |
| 3 000 meter hinder Detaljer...  | Norah Jeruto · Kazakstan | 8.53,02 0MR0, 0VB0     | Werkuha Getachew · Etiopien | 8.54,61 0NR0  | Mekides Abebe · Etiopien                                                                         | 8.56,08 0PB0  |
| 20 kilometer gång Detaljer...   | Kimberly García · Peru | 1:26.58 0NR0           | Katarzyna Zdziebło · Polen | 1:27.31 0NR0  | Qieyang Shijie · Kina                                                                            | 1:27.56       |
| 35 kilometer gång Detaljer...   | Kimberly García · Peru | 2:39.16 0MR0, 0AR0     | Katarzyna Zdziebło · Polen | 2:40.03 0PB0  | Qieyang Shijie · Kina                                                                            | 2:40.37 0AR0  |
| 4×100 meter stafett Detaljer... | USA · Melissa Jefferson · Abby Steiner · Jenna Prandini · Twanisha Terry · Aleia Hobbs*                                            | 41,14 0VB0             | Jamaica · Kemba Nelson · Elaine Thompson-Herah · Shelly-Ann Fraser-Pryce · Shericka Jackson · Briana Williams* · Natalliah Whyte* · Remona Burchell* | 41,18 0SB0    | Tyskland · Tatjana Pinto · Alexandra Burghardt · Gina Lückenkemper · Rebekka Haase               | 42,03 0SB0    |
| 4×400 meter stafett Detaljer... | USA · Talitha Diggs · Abby Steiner · Britton Wilson · Sydney McLaughlin · Allyson Felix* · Kaylin Whitney* · Jaide Stepter Baynes* | 3.17,79 0VB0           | Jamaica · Candice McLeod · Janieve Russell · Stephenie Ann McPherson · Charokee Young · Stacey-Ann Williams* · Junelle Bromfield* · Tiffany James*   | 3.20,74 0SB0  | Storbritannien · Victoria Ohuruogu · Nicole Yeargin · Jessie Knight · Laviai Nielsen · Ama Pipi* | 3.22,64 0SB0  |

* Deltog endast i försöksheatet men mottog ändå medalj.

#### Teknikgrenar
| Gren                      | Guld                           | Guld         | Silver                        | Silver       | Brons                            | Brons        |
| Höjdhopp Detaljer...      | Eleanor Patterson · Australien | 2,02 m 0=AR0 | Jaroslava Mahutjich · Ukraina | 2,02 m       | Elena Vallortigara · Italien     | 2,00 m 0SB0  |
| Stavhopp Detaljer...      | Katie Nageotte · USA           | 4,85 m 0VB0  | Sandi Morris · USA            | 4,85 m 0VB0  | Nina Kennedy · Australien        | 4,80 m 0SB0  |
| Längdhopp Detaljer...     | Malaika Mihambo · Tyskland     | 7,12 m 0SB0  | Ese Brume · Nigeria           | 7,02 m 0SB0  | Leticia Oro Melo · Brasilien     | 6,89 m 0PB0  |
| Tresteg Detaljer...       | Yulimar Rojas · Venezuela      | 15,47 m 0VB0 | Shanieka Ricketts · Jamaica   | 14,89 m 0SB0 | Tori Franklin · USA              | 14,72 m 0SB0 |
| Kulstötning Detaljer...   | Chase Ealey · USA              | 20,49 m      | Gong Lijiao · Kina            | 20,39 m 0SB0 | Jessica Schilder · Nederländerna | 19,77 m 0NR0 |
| Diskus Detaljer...        | Feng Bin · Kina                | 69,12 m 0PB0 | Sandra Perković · Kroatien    | 68,45 m 0SB0 | Valarie Allman · USA             | 68,30 m      |
| Släggkastning Detaljer... | Brooke Andersen · USA          | 78,96        | Camryn Rogers · Kanada        | 75,52        | Janee' Kassanavoid · USA         | 74,86        |
| Spjutkastning Detaljer... | Kelsey-Lee Barber · Australien | 66,91 m 0VB0 | Kara Winger · USA             | 64,05 m      | Haruka Kitaguchi · Japan         | 63,27 m      |

#### Mångkamp
| Gren                | Guld                       | Guld       | Silver                       | Silver     | Brons           | Brons      |
| Sjukamp Detaljer... | Nafissatou Thiam · Belgien | 6 947 0VB0 | Anouk Vetter · Nederländerna | 6 867 0NR0 | Anna Hall · USA | 6 755 0PB0 |

### Mixat
| Gren                            | Guld                                                                                                   | Guld         | Silver                                                                                               | Silver       | Brons                                                                                    | Brons        |
| 4×400 meter stafett Detaljer... | Dominikanska republiken · Lidio Andrés Feliz · Marileidy Paulino · Alexander Ogando · Fiordaliza Cofil | 3.09,82 0VB0 | Nederländerna · Liemarvin Bonevacia · Lieke Klaver · Tony van Diepen · Femke Bol · Eveline Saalberg* | 3.09,90 0NR0 | USA · Elija Godwin · Allyson Felix · Vernon Norwood · Kennedy Simon · Wadeline Jonathas* | 3.10,16 0SB0 |

* Deltog endast i försöksheatet men mottog ändå medalj.

## Medaljtabell
*   Värdland ( USA)
| Nr                   | Nation                  | Guld | Silver | Brons | Totalt |
| -------------------- | ----------------------- | ---- | ------ | ----- | ------ |
| 1                    | USA*                    | 13   | 9      | 11    | 33     |
| 2                    | Etiopien                | 4    | 4      | 2     | 10     |
| 3                    | Jamaica                 | 2    | 7      | 1     | 10     |
| 4                    | Kenya                   | 2    | 5      | 3     | 10     |
| 5                    | Kina                    | 2    | 1      | 3     | 6      |
| 6                    | Australien              | 2    | 0      | 1     | 3      |
| 7                    | Peru                    | 2    | 0      | 0     | 2      |
| 8                    | Polen                   | 1    | 3      | 0     | 4      |
| 9                    | Kanada                  | 1    | 2      | 1     | 4      |
| 9                    | Japan                   | 1    | 2      | 1     | 4      |
| 11                   | Storbritannien          | 1    | 1      | 5     | 7      |
| 12                   | Norge                   | 1    | 1      | 1     | 3      |
| 13                   | Dominikanska republiken | 1    | 1      | 0     | 2      |
| 13                   | Grenada                 | 1    | 1      | 0     | 2      |
| 13                   | Nigeria                 | 1    | 1      | 0     | 2      |
| 16                   | Uganda                  | 1    | 0      | 2     | 3      |
| 16                   | Sverige                 | 1    | 0      | 2     | 3      |
| 16                   | Belgien                 | 1    | 0      | 2     | 3      |
| 19                   | Tyskland                | 1    | 0      | 1     | 2      |
| 19                   | Brasilien               | 1    | 0      | 1     | 2      |
| 19                   | Italien                 | 1    | 0      | 1     | 2      |
| 22                   | Portugal                | 1    | 0      | 0     | 1      |
| 22                   | Frankrike               | 1    | 0      | 0     | 1      |
| 22                   | Bahamas                 | 1    | 0      | 0     | 1      |
| 22                   | Venezuela               | 1    | 0      | 0     | 1      |
| 22                   | Kazakstan               | 1    | 0      | 0     | 1      |
| 22                   | Qatar                   | 1    | 0      | 0     | 1      |
| 22                   | Slovenien               | 1    | 0      | 0     | 1      |
| 22                   | Marocko                 | 1    | 0      | 0     | 1      |
| 30                   | Nederländerna           | 0    | 3      | 1     | 4      |
| 31                   | Litauen                 | 0    | 1      | 1     | 2      |
| 31                   | Ukraina                 | 0    | 1      | 1     | 2      |
| 33                   | Grekland                | 0    | 1      | 0     | 1      |
| 33                   | Indien                  | 0    | 1      | 0     | 1      |
| 33                   | Algeriet                | 0    | 1      | 0     | 1      |
| 33                   | Sydkorea                | 0    | 1      | 0     | 1      |
| 33                   | Kroatien                | 0    | 1      | 0     | 1      |
| 33                   | Burkina Faso            | 0    | 1      | 0     | 1      |
| 39                   | Spanien                 | 0    | 0      | 2     | 2      |
| 40                   | Barbados                | 0    | 0      | 1     | 1      |
| 40                   | Schweiz                 | 0    | 0      | 1     | 1      |
| 40                   | Tjeckien                | 0    | 0      | 1     | 1      |
| 40                   | Filippinerna            | 0    | 0      | 1     | 1      |
| 40                   | Israel                  | 0    | 0      | 1     | 1      |
| 40                   | Puerto Rico             | 0    | 0      | 1     | 1      |
| Totalt (45 nationer) | Totalt (45 nationer)    | 49   | 49     | 49    | 147    |

Källa: Medaljtabell vid världsmästerskapen i friidrott 2022

## Deltagande nationer
1 972 idrottare från 192 nationer var anmälda att delta vid mästerskapen. Dock deltog endast cirka 1 700 idrottare från 179 nationer (plus flyktinglaget), främst på grund av problem med visum.
- Afghanistan (1)
- Albanien (1)
- Algeriet (8)
- Amerikanska Jungfruöarna (1)
- Amerikanska Samoa (1)
- Angola (1)
- Anguilla (1)
- Antigua och Barbuda (2)
- Argentina (11)
- Armenien (1)
- Aruba (1)
- Australien (65)
- Azerbajdzjan (2)
- Bahamas (17)
- Bahrain (6)
- Bangladesh (1)
- Barbados (3)
- Belgien (30)
- Belize (1)
- Benin (2)
- Bermuda (1)
- Bhutan (1)
- Bolivia (3)
- Bosnien och Hercegovina (1)
- Botswana (9)
- Brasilien (58)
- Brittiska Jungfruöarna (2)
- Bulgarien (1)
- Burkina Faso (2)
- Burundi (4)
- Caymanöarna (1)
- Chile (6)
- Colombia (14)
- Cooköarna (1)
- Costa Rica (3)
- Cypern (4)
- Danmark (16)
- Djibouti (1)
- Dominica (2)
- Dominikanska republiken (12)
- Ecuador (20)
- Egypten (4)
- Elfenbenskusten (6)
- El Salvador (1)
- Eritrea (10)
- Estland (5)
- Etiopien (40)
- Fiji (1)
- Filippinerna (1)
- Finland (37)
- Flyktinglaget (4)
- Frankrike (45)
- Franska Polynesien (1)
- Gabon (1)
- Gambia (2)
- Ghana (7)
- Gibraltar (1)
- Grekland (19)
- Grenada (3)
- Guam (1)
- Guatemala (9)
- Guinea (1)
- Guyana (3)
- Haiti (1)
- Honduras (1)
- Hongkong (1)
- Indien (21)
- Indonesien (1)
- Irak (1)
- Iran (2)
- Irland (22)
- Island (1)
- Israel (10)
- Italien (60)
- Jamaica (65)
- Japan (68)
- Jordanien (1)
- Kamerun (1)
- Kanada (59)
- Kap Verde (1)
- Kazakstan (12)
- Kenya (46)
- Kina (53)
- Kinesiska Taipei (3)
- Kirgizistan (1)
- Kiribati (1)
- Komorerna (1)
- Kongo-Brazzaville (2)
- Kongo-Kinshasa (1)
- Kosovo (1)
- Kroatien (5)
- Kuba (16)
- Kuwait (2)
- Lettland (6)
- Lesotho (1)
- Libanon (1)
- Liberia (4)
- Libyen (1)
- Litauen (9)
- Luxemburg (2)
- Madagaskar (1)
- Malawi (1)
- Malaysia (2)
- Maldiverna (1)
- Mali (1)
- Malta (1)
- Marocko (15)
- Marshallöarna (1)
- Mauritius (1)
- Mexiko (25)
- Mikronesiska federationen (1)
- Moldavien (5)
- Mongoliet (4)
- Montenegro (1)
- Namibia (1)
- Nauru (1)
- Nederländerna (36)
- Nepal (1)
- Nicaragua (1)
- Niger (1)
- Nigeria (24)
- Nordmakedonien (1)
- Nordmarianerna (1)
- Norge (21)
- Nya Zeeland (20)
- Oman (1)
- Pakistan (1)
- Palau (1)
- Palestina (1)
- Panama (3)
- Papua Nya Guinea (1)
- Paraguay (1)
- Peru (8)
- Polen (45)
- Portugal (23)
- Puerto Rico (7)
- Qatar (3)
- Rumänien (8)
- Rwanda (1)
- Saint Kitts och Nevis (1)
- Saint Lucia (1)
- Saint Vincent och Grenadinerna (1)
- Salomonöarna (1)
- Samoa (1)
- San Marino (1)
- São Tomé och Príncipe (1)
- Saudiarabien (2)
- Schweiz (26)
- Senegal (1)
- Serbien (3)
- Seychellerna (1)
- Sierra Leone (1)
- Singapore (1)
- Slovakien (5)
- Slovenien (10)
- Somalia (1)
- Spanien (61)
- Sri Lanka (3)
- Storbritannien (81)
- Sudan (1)
- Sverige (22)
- Swaziland (1)
- Sydafrika (43)
- Sydkorea (3)
- Sydsudan (1)
- Syrien (1)
- Tadzjikistan (1)
- Tanzania (1)
- Tchad (1)
- Thailand (1)
- Tjeckien (24)
- Togo (1)
- Tonga (1)
- Trinidad och Tobago (11)
- Tunisien (5)
- Turkiet (8)
- Turks- och Caicosöarna (1)
- Tuvalu (1)
- Tyskland (88)
- Uganda (17)
- Ukraina (22)
- Ungern (2)
- Uruguay (5)
- USA (177)
- Uzbekistan (1)
- Vanuatu (1)
- Venezuela (4)
- Vietnam (1)
- Zambia (2)
- Zimbabwe (3)
- Österrike (4)
- Östtimor (1)